# Lahdensaari (ö i Södra Savolax)
Lahdensaari är en ö i Finland. Den ligger i sjön Kolppa och i kommunen Jorois i den ekonomiska regionen  Pieksämäki ekonomiska region  och landskapet Södra Savolax, i den södra delen av landet, 270 km nordost om huvudstaden Helsingfors. Öns area är 0,5 hektar och dess största längd är 110 meter i öst-västlig riktning.